# 마쓰모토시
마쓰모토시(일본어: 松本市)는 일본 고신에쓰 지방 중부에 있는 시로, 나가노현에서 나가노시 다음으로 큰 도시이다. 중핵시이다.

## 개요
일본의 국보로 지정되어 있는 마쓰모토성과 일본 알프스의 등산 명소로 유명하다. 현청 소재지는 아니지만 나가노 FM 방송 본사, 일본은행 마쓰모토 지점, 마쓰모토 공항, 나가노현의 가장 큰 대학인 신슈 대학, 육상자위대 마쓰모토 주둔지 등이 있어 사실상 나가노현 중부에 있는 "부현도(副県都)"와 같은 존재가 되었다. 상업 판매액은 나가노시에 이어 현내 2위이지만 시가지형 복합 점포 수는 현내에서 가장 많다. 또한 공업 생산액이 아즈미노시, 우에다시에 이어 현내 3위로 나가노현의 공업 거점 중 하나이다.

## 지리
나가노현의 중앙에서 약간 서쪽에 있고 현청 소재지인 나가노시에서 남서쪽으로 75km, 도쿄도 구부에서 서북쪽으로 240km 떨어진 곳에 있다. 2005년 시정촌 합병 후의 시역은 서쪽의 히다산맥(기타알프스, 서산, 3000m급)에서 동쪽의 지쿠마 산지(우쓰쿠시가하라, 동산, 2000m급)까지 광대하고 나가노현에서는 가장 넓다. 마쓰모토 시가지(마쓰모토역 주변 등)는 두 개의 산맥(산지) 사이에 있는 마쓰모토 분지 중앙부, 복합 선상지상에 있다(해발 약 600m).
강으로는 가미코치 방면에서 흐르기 시작하는 아즈사가와강이 서부를 흐르고 나라이강이 도시를 이분하듯이 횡단한다. 또 시가지에는 청류인 메토바강이 횡단한다. 산으로는 합병과 함께 일본 100대 명산 중 다수가 마쓰모토시에 편입되어 산악 도시의 측면이 강해졌다. 주부 산악 국립공원, 야쓰카타케 주신 고원 국립공원이 시내에 있다.
시내에는 다수의 선상지가 형성되어 있다. 또 마쓰모토시는 대지구대 위에 있고 서부에는 이토이가와-시즈오카 구조선이 지난다. 삼림 면적은 74,000ha로 마쓰모토시 전체 면적의 약 81%를 차지한다.

### 기후
쾨펜의 기후 구분으로는 온난 습윤 기후(Cfa)와 냉대 습윤 기후(Df)로 나뉜다. 일본식 기후 구분으로는 아즈미 지구를 제외하고 중앙 고원형의 대륙성 기후, 중앙 고지식 기후가 현저하게 나타나는 곳으로 대부분의 학교 교육용 지도책에서 중앙 고원형 기후의 도시 예시로 다루어지고 있다. 기본적으로 평야부는 강수량이 적고 일조 시간이 많다. 가미코치나 노리쿠라고원, 우쓰쿠시가하라 등 산악 지대는 약간 강수량이 많고 일조 시간은 적다. 아즈미 지구는 동해측 기후로 겨울에 눈이 많아 폭설 지대로 지정되어 있다.
| 마쓰모토시의 기후                                            | 마쓰모토시의 기후 | 마쓰모토시의 기후 | 마쓰모토시의 기후 | 마쓰모토시의 기후 | 마쓰모토시의 기후 | 마쓰모토시의 기후 | 마쓰모토시의 기후 | 마쓰모토시의 기후 | 마쓰모토시의 기후 | 마쓰모토시의 기후 | 마쓰모토시의 기후 | 마쓰모토시의 기후 | 마쓰모토시의 기후 |
| 월                                                           | 1월               | 2월               | 3월               | 4월               | 5월               | 6월               | 7월               | 8월               | 9월               | 10월              | 11월              | 12월              | 연간              |
| ------------------------------------------------------------ | ----------------- | ----------------- | ----------------- | ----------------- | ----------------- | ----------------- | ----------------- | ----------------- | ----------------- | ----------------- | ----------------- | ----------------- | ----------------- |
| 역대 최고 기온 °C (°F)                                       | 18.8 (65.8)       | 21.1 (70.0)       | 25.9 (78.6)       | 30.9 (87.6)       | 33.6 (92.5)       | 37.1 (98.8)       | 37.9 (100.2)      | 38.5 (101.3)      | 36.1 (97.0)       | 31.8 (89.2)       | 25.6 (78.1)       | 21.5 (70.7)       | 38.5 (101.3)      |
| 일평균 최고 기온 °C (°F)                                     | 5.1 (41.2)        | 6.6 (43.9)        | 11.2 (52.2)       | 17.9 (64.2)       | 23.6 (74.5)       | 26.4 (79.5)       | 30.0 (86.0)       | 31.4 (88.5)       | 26.2 (79.2)       | 19.8 (67.6)       | 13.9 (57.0)       | 8.0 (46.4)        | 18.4 (65.1)       |
| 일일 평균 기온 °C (°F)                                       | −0.3 (31.5)       | 0.6 (33.1)        | 4.6 (40.3)        | 10.8 (51.4)       | 16.5 (61.7)       | 20.2 (68.4)       | 24.2 (75.6)       | 25.1 (77.2)       | 20.4 (68.7)       | 13.9 (57.0)       | 7.8 (46.0)        | 2.5 (36.5)        | 12.2 (54.0)       |
| 일평균 최저 기온 °C (°F)                                     | −4.9 (23.2)       | −4.5 (23.9)       | −1.0 (30.2)       | 4.4 (39.9)        | 10.4 (50.7)       | 15.4 (59.7)       | 19.8 (67.6)       | 20.5 (68.9)       | 16.2 (61.2)       | 9.2 (48.6)        | 2.6 (36.7)        | −2.2 (28.0)       | 7.2 (45.0)        |
| 역대 최저 기온 °C (°F)                                       | −24.8 (−12.6)     | −20.4 (−4.7)      | −17.9 (−0.2)      | −10.1 (13.8)      | −2.7 (27.1)       | 2.3 (36.1)        | 10.2 (50.4)       | 8.0 (46.4)        | 3.0 (37.4)        | −3.6 (25.5)       | −8.4 (16.9)       | −19.2 (−2.6)      | −24.8 (−12.6)     |
| 평균 강수량 mm (인치)                                        | 39.8 (1.57)       | 38.5 (1.52)       | 78.0 (3.07)       | 81.1 (3.19)       | 94.5 (3.72)       | 114.9 (4.52)      | 131.3 (5.17)      | 101.6 (4.00)      | 148.0 (5.83)      | 128.3 (5.05)      | 56.3 (2.22)       | 32.7 (1.29)       | 1,045.1 (41.15)   |
| 평균 강설량 cm (인치)                                        | 33 (13)           | 22 (8.7)          | 12 (4.7)          | 1 (0.4)           | 0 (0)             | 0 (0)             | 0 (0)             | 0 (0)             | 0 (0)             | 0 (0)             | 0 (0)             | 8 (3.1)           | 76 (30)           |
| 평균 강수일수 (≥ 0.5 mm)                                     | 6.0               | 6.1               | 9.0               | 9.1               | 9.1               | 11.3              | 13.0              | 10.3              | 10.6              | 9.2               | 6.5               | 6.6               | 106.9             |
| 평균 상대 습도 (%)                                           | 67                | 64                | 62                | 58                | 60                | 69                | 71                | 70                | 74                | 75                | 71                | 69                | 68                |
| 평균 월간 일조시간                                           | 172.5             | 171.2             | 190.9             | 204.8             | 215.6             | 166.3             | 174.8             | 202.9             | 151.0             | 160.9             | 163.0             | 160.9             | 2,134.7           |
| 출처: 일본 기상청 (평년값: 1991년~2020년, 극값: 1898년~현재) |                   |                   |                   |                   |                   |                   |                   |                   |                   |                   |                   |                   |                   |

### 인접한 자치체
- 시오지리시
- 아즈미노시
- 야마가타시
- 아사히촌
- 오마치시
- 지쿠호쿠촌
- 우에다시
- 나가와정
- 아오키촌
- 시모스와정
- 하타정
- 다카야마촌
- 기소촌
- 기소정

## 역사
- 1907년 5월 1일 - 마쓰모토정이 시로 승격해 마쓰모토시가 되었다.
- 1925년 2월 1일 - 히가시치쿠마군 마쓰모토촌을 편입하였다.
- 1943년 4월 1일 - 히가시치쿠마군 나카야마촌의 간다 지구를 편입하였다.
- 1954년 8월 1일 - 히가시치쿠마군 와다촌, 니무라촌, 간바야시촌, 사사가촌, 요시카와촌, 고토부키촌, 오카다촌, 이리야마베촌, 사토야마베촌, 이마이촌을 편입하였다.
- 1960년 4월 1일 - 시오지리시 가타오카의 기타우치다 지구가 마쓰모토시로 분리 합병되었다.
- 1961년 4월 1일 - 시오지리시 가타오카 미나미우치다의 가케노유 온천이 마쓰모토시로 분리 합병되었다.
- 1974년 5월 1일 - 히가시치쿠마군 혼고촌을 편입하였다.
- 1982년 4월 1일 - 시오지리시 세바 지구의 일부를 편입하였다.
- 2000년 11월 1일 - 특례시로 지정되었다.
- 2005년 4월 1일 - 미나미아즈미군 아즈미촌, 나가와촌, 아즈사가와촌과 히가시치쿠마군 시가촌을 편입해 새로운 마쓰모토시가 형성되었다.
- 2018년 12월 - 중핵시로 지정되었다.

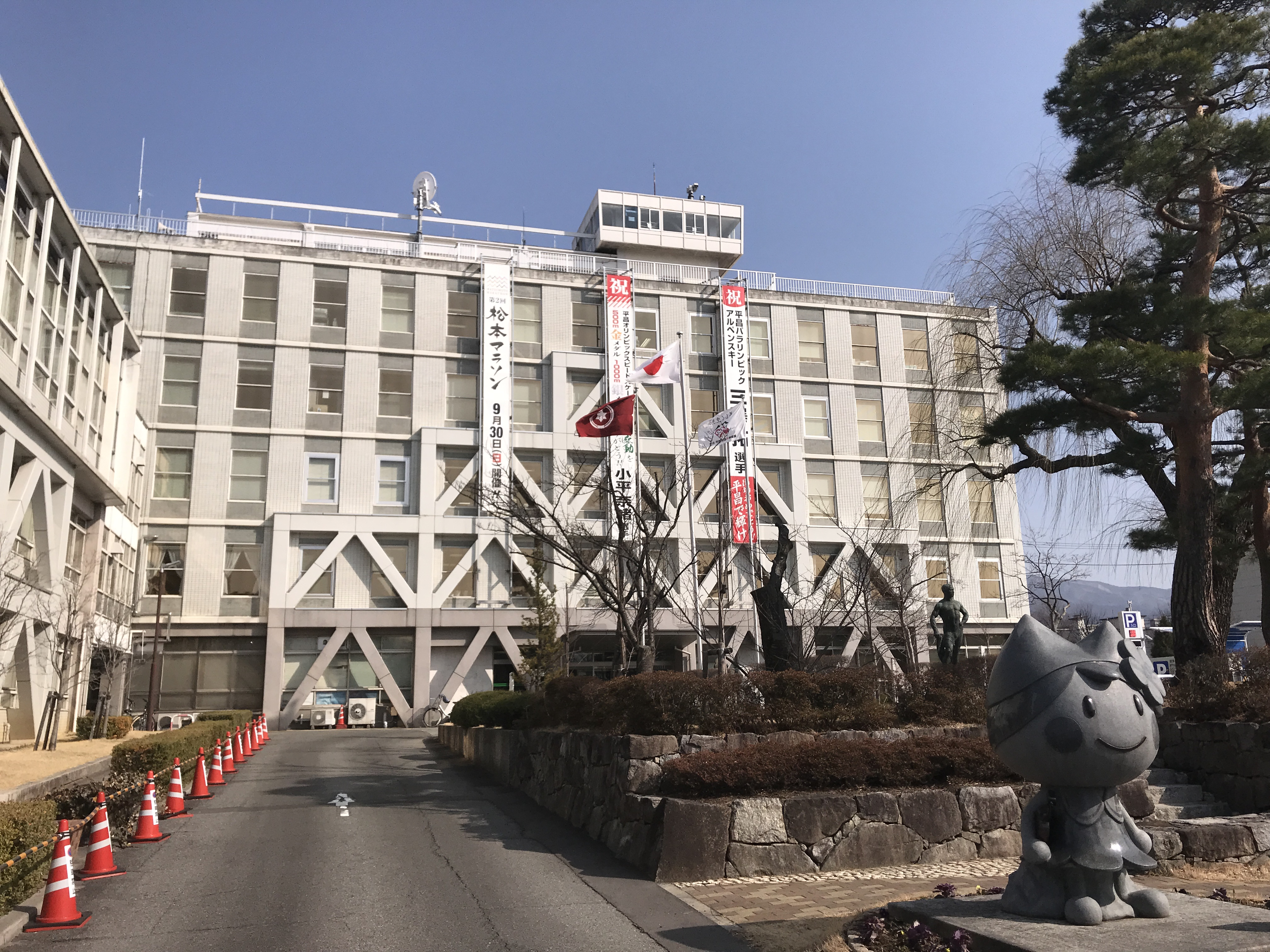
마쓰모토시청

## 교통

### 도로
- 나가노 자동차도
- 주부 종관 자동차도
- 국도 19호선
- 국도 143호선
- 국도 147호선
- 국도 158호선
- 국도 254호선

### 철도
중심 역은 마쓰모토역이다.
- 동일본 여객철도
  - 시노노이선(나가노 방면)
  - 주오 본선(고후, 도쿄 방면)
- 도카이 여객철도
  - 주오 본선(나고야 방면)
- 알피코 교통
  - 가미코치선

### 항공
- 마쓰모토 공항

## 스포츠
2015년 J리그 디비전 1으로 승격한 축구 클럽 마쓰모토 야마가 FC가 있다.

## 관광

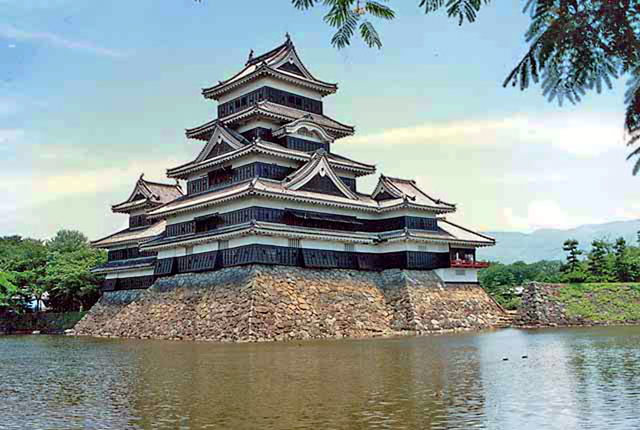
마쓰모토성

- 마쓰모토성
- 아사마 온천
- 사이토 긴센 페스티벌 마쓰모토

## 인구
|                                                | |
| 마쓰모토시의 전국의 연령별 인구 분포（2005년） | 마쓰모토시의 연령·남녀별 인구 분포（2005년）                                                                              |
| ■자주색 ― 마쓰모토시 ■녹색 ― 일본전국          | ■파랑색 ― 남자 ■빨간색 ― 여자                                                                                             |
| · 마쓰모토시（에 해당되는 지역）의 인구추이    | |
| 일본 총무성 통계국 국세조사 결과               | |
|                                                | 이 그래프는 더 이상 지원되지 않는 레거시 그래프 확장 기능을 사용하고 있습니다. 새로운 차트 확장 기능으로 변환해야 합니다. |

## 자매 도시
- 일본 가나가와현 후지사와시
- 일본 효고현 히메지시
- 일본 기후현 다카야마시
- 미국 유타주 솔트레이크시티
- 네팔 카트만두
- 중화인민공화국 허베이성 랑팡시
- 스위스 베른주 그린델발트